# Haliotis supertexta
Haliotis supertexta is een slakkensoort uit de familie van de Haliotidae. De wetenschappelijke naam van de soort is voor het eerst geldig gepubliceerd in 1870 door Lischke.